# Bechtel Corporation
Die Bechtel Corporation (Bechtel Group) ist das größte Bau- und Anlagenbau-Unternehmen der USA. 2009 beschäftigte Bechtel 44.000 Mitarbeiter in 900 Projekten bei einem Umsatz von 31,4 Milliarden US-Dollar.
Das Unternehmen nahm am Bau des Hoover Dam in den 1930er Jahren teil. Es war ebenfalls an anderen aufwendigen Bauprojekten, inklusive des Kanaltunnels, vielen Pipeline-, Raffinerie- und Kernkraftwerksprojekten, der Bay Area Rapid Transit in San Francisco, der Jubail Industrial City in Saudi-Arabien, dem Hong Kong International Airport, dem Grasberg Projekt (Grasberg-Mine) von Freeport, dem Bostoner Central Artery/Tunnel (Big Dig), der Abfallbeseitigungsanlage von Hanford Site des US-Energieministeriums, der Renovierung der Londoner U-Bahn und ab 2003 beim durch die United States Agency for International Development (USAID) geförderten Wiederaufbau der zivilen Infrastruktur des Irak beteiligt.
Die Familie Bechtel besaß das Unternehmen seit der Gründung in den 1920er Jahren. Bechtels Größe, sein politischer Einfluss und sein Hang zur Geheimhaltung machte es zum beständigen Ziel für Journalisten und Politiker seit den 1930er Jahren. Bechtel verfügt über enge Beziehungen zu Offiziellen der US-Regierung inklusive der (Ex-)Präsidenten Ronald Reagan, George H. W. Bush und George W. Bush. Das Unternehmen besitzt ebenso ausgezeichnete Beziehungen zu anderen Regierungen, insbesondere zur saudischen Königsfamilie.
Das Unternehmen kam in die Kritik für behauptetes Missmanagement des Big-Dig-Projekts, seine finanziellen Verbindungen zur Bin-Laden-Familie und die Weise, in der es die Irak-Wiederaufbauverträge nach der US-Invasion in den Irak 2003 erhielt. Politiker in den USA und Europa erhoben Korruptionsvorwürfe bezüglich der Beziehungen zwischen der Regierung Bushs und Bechtel.
Seit vielen Jahren tritt Bechtel für die Privatisierung von Versorgungseinrichtungen, Schnellstraßen, Flughäfen und anderen traditionell öffentlich geführten Einrichtungen und Unternehmen ein. Das Unternehmen besitzt und betreibt seine eigenen Kraftwerke, Ölraffinerien, Wasseraufbereitungssysteme und Flughäfen in verschiedenen Ländern inklusive der USA, der Türkei und Saudi-Arabiens. Bechtels Engagement bei Öl, Strom und Wasser in Übersee wurde dabei immer mehr zum Ziel von Globalisierungskritikern und Umweltbewegungen.

## Unternehmensgeschichte

### Beginn
Bechtel arbeitete immer als Familienunternehmen. Sein Gründer Warren A. Bechtel begann 1898 als Angestellter der aufkeimenden US-Eisenbahnindustrie, nachdem seine Viehranch in Oklahoma Pleite machte. In den folgenden 20 Jahren baute er ein ansehnliches Bauunternehmen auf, das auf Eisenbahn- und Schnellstraßenbau spezialisiert war.
1919 errichtete die Firma den Klamath Highway in Kalifornien. 1921 gewannen Warren Bechtel und seine Partner die Ausschreibung des Wassertunnels für die Caribou Hydroelectric Facility in Kalifornien. 1925 stiegen seine Söhne Warren jr., Stephen und Ken in sein Unternehmen ein, das daraufhin unter W. A. Bechtel Company firmierte. 1926 erlangte das neue Unternehmen den ersten wichtigen Auftrag, den Bowman Lake Dam in Kalifornien.

### Die 1930er Jahre
1928 verabschiedete der US-Kongress den Boulder Canyon Project Act, in dem der Bau des Staudamms des Colorado River beschlossen wurde. Der Plan besaß anfangs noch den Namen „Boulder Dam“, aber nach einigen Auseinandersetzungen erhielt er den Namen „the Hoover Dam“ (Präsident Herbert Hoover ehrend). Der Bau war das seinerzeit größte Bauprojekt.
In den nächsten zwei Jahren lagen verschiedene Unternehmen im Wettbewerb für den Bau des Staudamms. Um an der Ausschreibung teilzunehmen, trat die W. A. Bechtel Company mit seinen fünf Mitbewerbern einer neu gegründeten Six Companies Corporation (Sechs-Unternehmen-Gesellschaft) bei. Diese Arbeitsgemeinschaft wurde nur zum Zwecke des Baus des Hoover Dam eingerichtet und ihre vereinte Stärke garantierte das attraktivste Angebot. Am 11. März 1931 wählte das US-Innenministerium die Arbeitsgemeinschaft Six Companies zum Bau des Damms. Der Bau der Hoover-Talsperre begann Ende 1931 und wurde 1936, zwei Jahre vor dem Zeitplan beendet.
Warren A. Bechtel starb plötzlich während einer Auslandsreise 1933, als das Projekt Hoover Dam noch unvollendet war. Sein Sohn übernahm als Präsident das Unternehmen und blieb in dieser Position bis zur Nachfolge durch seinen Sohn Stephen jr. 1947.
Nach der Errichtung des Hoover Dam wuchs Bechtels Ruf schnell. Trotzdem wollte Stephen Bechtel mehr mit seinem Unternehmen erreichen als nur ein Bauunternehmen. Er entschied, dass die W. A. Bechtel Company komplexere Engineeringprojekte und Ölkontrakte übernehmen müsse.
1936 errichtete Bechtel die 13 Kilometer lange San Francisco-Oakland Bay Bridge. 1937 fusionierte Bechtel mit John McCones Bauunternehmen zur Bechtel-McCone Company.

### Zweiter Weltkrieg
Am 19. Juli 1940 unterzeichnete Präsident Franklin Delano Roosevelt den Two-Ocean Navy Act (Zwei-Ozean-Marine-Gesetz), der den Bau von zwei großen Kriegsflotten, je eine für den Atlantik und eine für den Pazifik vorsah. Die US Maritime Commission wählte Bechtel, um ihre neue Werft für die Pazifikflotte zu bauen. Bechtel baute die Bechtel Werft in Sausalito, Kalifornien und produzierte Hunderte von Frachtschiffen und Öltankern für die US-Marine. John McCones California Shipbuilding Company erlangte ebenfalls große und profitable Schiffsbauaufträge zu Beginn 1941, was bis zum Ende des Zweiten Weltkriegs anhielt.
Während in den USA das sogenannte Arsenal der Demokratie errichtet wurde, machten sich amerikanische Kriegsstrategen wachsende Sorgen, was passieren würde, wenn die Achsenmächte die Weltölreserven unter Kontrolle bekämen. Die italienische Invasion Ägyptens im September 1940 verursachte ebenso große Sorgen, wie der Putsch im April 1941 im Irak, wo mit deutscher Unterstützung Raschid Ali al-Gailani Ministerpräsident der "Regierung der Nationalen Verteidigung" des Goldenen Quadrats an die Macht kam, die von britischer Seite jedoch binnen weniger Wochen beseitigt wurde.
Nach dem japanischen Angriff auf Pearl Harbor im Dezember 1941 erhielt das Thema Versorgungssicherheit mit Erdöl noch höhere Bedeutung. Die Kriegsstrategen gerieten in Besorgnis, dass die Japaner eine Invasion nach Alaska unternehmen und die nördlichen Ölfelder bedrohen könnten, die einen bedeutenden Teil der amerikanischen Ölversorgung zu werden versprachen. Im April 1942 stimmte die US-Armee dem Bau des Alaska Highway (ALCAN) zu, der die Bewegung von Truppen und Versorgungen nach Alaska erleichtern sollte. Kurz danach wurde der Bau der CANOL-Pipeline genehmigt.
Der Auftrag für die CANOL-Pipeline ging an das Konsortium Bechtel-Price-Callahan, bestehend aus der W. A. Bechtel Co., der H. C. Price Co. und der W. E. Callahan Construction Co. Als die Japaner im Juni 1942 auf den Aleuten vor der Küste Alaskas landeten, wurde der Bau dringend. Wegen der mangelhaften Planung der Armee und des Missmanagements der Vertragspartner floppte das CANOL-Projekt jedoch völlig. Die Pipeline verschlang mehr Öl, als sie hergab und kostete den Steuerzahler eine enorme Summe Geldes. Darüber hinaus wurde im Laufe der Zeit klar, dass die Japaner nicht die Ressourcen für eine Invasion in Alaska besaßen. Die CANOL-Pipeline wurde nach nur 11 Monaten aufgegeben.
In der amerikanischen Vorkriegszeit Ende 1940 und Anfang 1941 kamen verschiedene Skandale und Vorwürfe an die Öffentlichkeit, wonach eine Reihe von Auftragnehmern öffentlicher Verteidigungsaufträge in eine weitgespannte Korruption involviert seien. Auf Drängen von Senator Harry S. Truman richtete der US-Senat 1941 einen Untersuchungsausschuss für das Nationale Verteidigungsprogramm ein, bekannt als das „Truman Committee“. Dieser Untersuchungsausschuss, in dem Truman den Vorsitz hatte, untersuchte zwei Jahre lang Verschwendung und Korruption in der Rüstungsindustrie.
Das Truman Committee gab 1943 ein vernichtendes Urteil über das 143 Millionen US-Dollar teure CANOL-Projekt ab, wonach dieses für die Kriegsanstrengungen schädlicher gewesen sei als alle Sabotageakte der Feinde. Das Urteil hob das Konsortium Bechtel-Price-Callahan für ihre Rolle bei der Kostenüberschreitung und das Missmanagement, die das Projekt plagten, hervor. Der Untersuchungsausschuss kritisierte später die Werftenindustrie für ihre Kriegsaktivitäten, einschließlich Betrug, Bestechung und anderer Korruptionsformen.

### Nachkriegsära
Nach dem Krieg kaufte die W. A. Bechtel Company John McCones Aktienanteil an Bechtel-McCone auf und firmierte als Bechtel Corporation um. John McCone übernahm den Vorsitz der United States Atomic Energy Commission und später der CIA.
1947 expandierte Bechtel seine Ölpipeline-Aktivitäten mit dem Bau der Transarabischen Pipeline in Saudi-Arabien. Mit einer Länge von 1600 Kilometern stellte sie zu ihrer Zeit die längste Pipeline der Welt dar. Zusätzlich zur Pipeline selbst errichtete Bechtel große Teile der modernen Infrastruktur Saudi-Arabiens und Kuwaits, inklusive Flughäfen, Seehäfen und Ölraffinerien.
1946 beschloss der US-Kongress mit der Verabschiedung des Atomic Energy Act of 1946 die Erforschung der Kernenergie. Dieses Gesetz führte die Atomenergiekommission ein, in der Bechtels früherer Partner John McCone den Vorsitz übernahm. Entsprechend der berühmten Rede von Präsident Dwight D. Eisenhower „Atome für den Frieden“ 1953 wurde kommerzielle Forschung zur Kernenergie genehmigt.
1956 erhielt Bechtel das Recht, den weltweit zweiten kommerziellen Kernreaktor Dresden-1 in Illinois in Betrieb zu nehmen. Sein Bau begann 1957 und die Anlage wurde 1960 fertiggestellt. 1959 gewann die Arbeitsgemeinschaft Parsons-Brinckerhoff-Tudor-Bechtel die Ausschreibung für San Franciscos Bay Area Rapid Transit System. Das System, das 1972 fertiggestellt wurde, diente anderen städtischen Massentransportsystemen auf der Welt als Modell.

### Die 1960er und 1970er Jahre
Während der 1960er und 1970er Jahre expandierte Bechtel seine Kraftwerksaktivitäten. 1963 begann Bechtel mit dem Bau des Kernkraftwerks San Onofre in Kalifornien.
Zu dieser Zeit diversifizierte das Unternehmen auch in andere Branchen. Ende der 1960er Jahre begann Bechtel seinen Zweig für Entwicklung, Finanzierung und Investment unter dem Namen Bechtel Enterprises Holdings, Inc. Dieses Unternehmen brachte Bechtels Erfahrung, sein Kapital und seine Beziehungen zur Regierung in Schwung, um mit anderen Engineeringunternehmen auf der ganzen Welt in Konkurrenz zu treten.
1972 gewann Bechtel eine 13-Milliarden-US-Dollar-Ausschreibung für das Baie-James-Wasserkraftprojekt im Nordwesten Québecs. Das Projekt wurde 1985 fertiggestellt und zog Kritik der wachsenden Umweltbewegung in den USA und Kanadas auf sich.
1976 erhielt Bechtel den Auftrag zum Bau der Industriestadt al-Dschubail in Saudi-Arabien. Bis 1992 war die 930 Quadratkilometer große Stadt Jubail mit einer Bevölkerung von über 70.000 Personen eine der modernsten Städte in Saudi-Arabien. Nach der erfolgreichen Fertigstellung des Projekts Ende der 1980er Jahre wurde Bechtels Auftrag durch die saudische Regierung bis 2007 verlängert.

### 1980er Jahre und danach
Privatisierte Wasserversorgung in Bolivien
Bechtels jüngste Geschichte ist befrachtet von Kontroversen: 1988, nachdem Saddam Hussein internationale Verurteilung für den Einsatz von Giftgas gegen Tausende kurdischer Landsleute erfuhr, unterzeichnete Bechtel Verträge mit dem Irak, Dual-Use-Chemiefabriken in Bagdad zu errichten.
2000 unterzeichnete Bechtel mit Hugo Banzer Suárez, dem früheren Diktator und damaligen Präsidenten von Bolivien, einen Vertrag, mit dem die Wasserversorgung der drittgrößten Stadt Boliviens, Cochabamba, privatisiert wurde. Der Vertrag wurde offiziell von einer Bechtel-Tochtergesellschaft Aguas del Tunari unterzeichnet, die speziell für diesen Zweck gegründet wurde. Kurze Zeit später verdreifachte das Unternehmen die Wassergebühren in der Stadt; daraufhin kam es zu Protesten und Unruhen unter denen, die sich nicht länger sauberes Wasser leisten konnten. Viele Menschen mussten ihre Kinder von der Schule nehmen und ihre Arztbesuche einstellen wegen der anormal hohen Wasserkosten. Bechtel verlangte sogar Zahlungen für Regenwasser und setzte ein Gesetz durch, das Grabungen neuer Brunnen verbot. Angesichts der folgenden Demonstrationen wurde das Kriegsrecht verhängt und die bolivianische Polizei tötete letztlich 6 Menschen und verletzte über 170 Protestierende. Inmitten von Boliviens nationalen wirtschaftlichem Kollaps und wachsender nationaler Unzufriedenheit über den wirtschaftlichen Zustand war die bolivianische Regierung gezwungen, von diesem Wasservertrag zurückzutreten.
2001 verklagte Bechtel die bolivianische Regierung auf 25 Millionen US-Dollar entgangenem Gewinn. Die noch nicht beendete juristische Auseinandersetzung erlangte Aufmerksamkeit bei antikapitalistischen Gruppen und Globalisierungsgegnern.
Boston Big Dig
Anfang 2003 veröffentlichte der Boston Globe eine Untersuchung über Bechtels Rolle bei der massiven Kostenüberschreitung und Buchungsunregelmäßigkeiten in Bostons Big Dig Projekt, die sich auf über eine Milliarde US-Dollar belaufen. Der Globe und Associated Press baten Massachusetts Turnpike Authority um die Veröffentlichung der Abnahmeprotokolle aus ihren Akten zu Bechtels Big Dig. Bechtel drohte mit einstweiliger Verfügung, um die Veröffentlichung der Dokumente zu verhindern, aber die höchstrichterliche Entscheidung verneinte Bechtels Verlangen am 11. April 2003, was den Weg zur Veröffentlichung der Dokumente freigab.
Gegen Ende 2004 traten Lecks im Ted-Williams-Tunnel auf, der von Bechtel als Teil des Big Dig gebaut worden war. Kleinere Lecks resultierten aus Fugen in der Decke des Tunnels, größere resultierten aus der strukturellen Schwäche der Tunnelwände, die unter dem Grundwasserspiegel liegen. Viele Lecks haben ihre Ursache darin, dass Bechtel versäumte, Schotter und anderen Schutt zu entfernen, bevor der Beton gegossen wurde.
Verbindungen zur Politik (Drehtür-Effekt)
Bechtel hat seit langer Zeit enge Beziehungen zur amerikanischen Regierung und insbesondere zur Republikanischen Partei. Von 1974 bis 1982 war George P. Shultz, früherer US-Finanzminister und später Außenminister, Präsident und Direktor von Bechtel. Als Außenminister entsandte er Donald Rumsfeld als Sondergesandten in den Irak, um mit Saddam Hussein einen Auftrag für Bechtel zur Errichtung einer Ölpipeline nach Jordanien zu erörtern. Shultz wurde ebenfalls als Vorsitzender des Beratungskreises Komitee zur Befreiung des Iraks tätig, einer einflussreichen Denkfabrik, welche die US-Invasion im Irak 2003 befürwortete. Der frühere Verteidigungsminister Caspar Weinberger war Justiziar bei Bechtel. Der frühere stellvertretende Energieminister W. Kenneth Davis war Vizepräsident bei Bechtel. Riley P. Bechtel, der Vorsitzende der Bechtel Corporation, gehörte dem Export Council von Präsident George W. Bush an. General John J. Sheehan wurde nach seinem Ausscheiden aus dem Militärdienst Senior-Vizepräsident bei Bechtel.
1988 erhielt Bechtel [von wem?] einen Auftrag zur Errichtung einer Chemiefabrik im Irak, aber der Bau wurde wegen des Überfalls des Irak auf Kuwait 1990 unterbrochen. Am 17. April 2003 vergab USAID (siehe oben) einen 680 Millionen US-Dollar schweren Auftrag an Bechtel. Dies beförderte Bechtel gemeinsam mit anderen amerikanischen Unternehmen wie Halliburton in das Rampenlicht der Öffentlichkeit und bewirkte eine aufmerksame internationale Prüfung, weil die Unternehmen ohne öffentliche Ausschreibung Aufträge zum Wiederaufbau des Iraks erhielten. Wie viele andere amerikanische Unternehmen spendete Bechtel US-Politikern große Geldbeträge (über eine Million US-Dollar in Wahlkampfspenden zwischen 1999 und 2002). Das Unternehmen hatte enge Verbindungen zur Bush-Regierung und Kritiker sowohl in den USA als auch bei deren Alliierten, wie Großbritannien, welche die Vergabepraxis von Irakaufträgen in Frage stellten. Bechtel hat Wiederaufbauaufträge im Irak im Wert von über einer Milliarde US-Dollar erhalten.
Ein Bericht, den Saddam Hussein der UN kurz vor der Invasion in den Irak 2003 vorlegte, besagte, dass Bechtel an Iraks Nuklearwaffenprogramm teilgenommen hatte. (Obwohl die USA versuchten, die Namen aller beteiligten US-Unternehmen zu schwärzen, gelangte eine unzensierte Kopie an die Presse.)
Am 5. Mai 2003 veröffentlichte der New Yorker einen Artikel, demzufolge die bin-Laden-Familie 10 Millionen US-Dollar in die Fremont Group investierte, einen Private-Equity-Fonds der Bechtel-Familie (der Fonds hieß früher Bechtel Investments).

## Frühere und aktuelle Leitungsmitglieder
- Riley P. Bechtel war der CEO bei Bechtel. Mit einem Nettovermögen von 2,7 Mrd. US-Dollar belegte er auf der Forbes 500s Liste den 336. Platz der reichsten Menschen weltweit und den 103. Platz der reichsten US-Amerikaner (Stand April 2007). Im Februar 2003 wurde er durch Präsident George W. Bush in den Export Council berufen, der den Präsidenten in internationalen Handelsfragen berät.
- George P. Shultz, früherer Außenminister der USA während der Präsidentschaft von Ronald Reagan und früherer Präsident von Bechtel, ist gegenwärtig Direktor bei Bechtel. Er ist ebenfalls im Komitee für die Befreiung des Irak tätig.
- Caspar Weinberger arbeitete als US-Verteidigungsminister während der Präsidentschaft Ronald Reagans. Vor diesem Amt war er Vizepräsident, Direktor und Justiziar des Bechtel-Konzerns.
- General John J. Sheehan aus dem US Marine Corps war früher NATO-Oberbefehlshaber Atlantik und früher spezieller Berater des US-Verteidigungsministeriums für Asien. Zurzeit ist Sheehan als Bechtels General Manager für das Öl- und Chemie-Geschäft in Europa, Afrika, dem Nahen Osten und Südwestasien tätig und ebenfalls ein Bechtel-Partner. Er ist ebenso Mitglied des US-Ausschusses für Verteidigungspolitik.
- Ross J. Connelly ist der frühere CEO der Bechtel Energy Resources Corporation. Gegenwärtig arbeitet er in der Overseas Private Investment Corporation von George W. Bush.
- W. Kenneth Davis ist ein früherer Bechtel Senior Vizepräsident und ehemaliger stellvertretender US-Energieminister.

## Tochterunternehmen und Beteiligungen
- Aguas del Tunari
- Airport Group International Holdings, LLC
- Alterra Partners
- Alliance Bechtel-Linde
- Alterra Partners (Großbritannien)
- Arabian Bechtel Corporation
- Bantrel, Inc. (Calgary, Kanada)
- BCN Data Systems (Großbritannien)
- Bechtel Babcock and Wilcox Idaho, LLC
- Bechtel Bettis, Inc.
- Bechtel Canada, Inc.
- Bechtel Capital Partners LLC
- Bechtel China, Inc.
- Bechtel CITIC Engineering, Inc. (Volksrepublik China)
- Bechtel COSAPI (Peru)
- Bechtel Constructors Corporation
- Bechtel-ENKA, Joint Venture mit Enka Insaat ve Sanayi (Türkei)
- Bechtel Enterprises Holdings, Inc. (BEn)
- Bechtel Financing Services, LLC
- Power Generation Engineering and Services Co. (PGESCo) (Ägypten)
- Bechtel Great Britain Ltd. (Großbritannien)
- Bechtel Hydrocarbon Technology Solutions
- Bechtel Infrastructure Corporation (BINFRA)
- Bechtel Jacobs Company LLC
- Bechtel Hanford Inc.
- Bechtel Metodo Telecomunicacoes Ltda. (BMT) (Brasilien)
- Bechtel National Inc.
- Bechtel Nevada Corporation
- Bechtel Northern Corporation
- Bechtel Overseas Corporation
- Bechtel/Parsons Brinkerhoff Joint Venture
- Bechtel Petroleum, Inc. (USA)
- Bechtel Plant Machinery, Inc.
- Bechtel Power Corp. (USA)
- Bechtel SAIC LLC
- Bechtel Savannah River, Inc.
- Bechtel-Sigdo Koppers, Joint Venture (Chile)
- Bechtel-Technip Joint Venture
- Becon Construction Company, Inc.
- BPR-Bechtel
- Bechtel Telecommunications
- Cliffwood-Blue Moon Joint Venture, Inc.
- Colstrip Energy LP
- Dabhol Power Company, Joint Venture mit General Electric und Enron (Indien)
- Dual Drilling Company
- Eastern Bechtel Co. Ltd.
- EnergyWorks LLC
- The Fremont Group
- Incepta Group PLC
- InterGen, Joint Venture mit Shell
- International Water
- IPSI LLC
- Lectrix
- Lima Airport Partners
- Los Alamos National Security
- NetCon Thailand, Joint Venture mit Lucent
- Nexant
- NorthGas Ltd., Joint Venture mit Gazprom in Russland
- PSG International, Partnerschaft mit General Electric
- Saudi-Arabien Bechtel Company (Saudi-Arabien)
- Sequoia Ventures, Inc.
- Spruce Limited Partnership
- United Infrastructure Company (Chicago) (bevor Bechtel die Aktienanteile seines Partners 1998 aufkaufte)
- Technology Ventures Group
- USGen Power Services, LP

## Andere Bechtel-Projekte
- Rumänische A3
- Hong Kong International Airport
- Eurotunnel
- Dual-Use-Petrochemieanlagen im Irak vor dem Zweiten Golfkrieg
- Kuwaitische Ölfeuer nach dem Zweiten Golfkrieg
- Bechme-Talsperre in der autonomen Region Kurdistan im Irak (1983)
- das große Tengiz-Ölfeld in Kasachstan (1997)
- Joint Venture mit Shell Oil (InterGen) zum Bau, Besitz und Betreiben dreier Gaskraftwerke in der Türkei
- verschiedene US-Energieministerium-Projekte inkl. der Urananreicherungsanlage Y-12 National Security Complex beim Oak Ridge National Laboratory
- Pantex-Nuklearwaffenlabor in Texas
- wesentliche Beteiligung an der Erweiterung des kalifornischen 10-MW-Solarturmkraftwerkes SOLAR ONE zu SOLAR TWO, dem ersten größeren Turmkraftwerk mit Nitratsalzkreislauf und Salz-Wärmespeicher (1994–1996)

- Chemiewaffenentsorgungsanlage in Anniston, Alabama
- Wiederaufbau verschiedener Abschnitte der kroatischen Autobahn zwischen Zagreb und Split 1998 (ein 990 Mio. US-Dollar Projekt, das von der US Export-Import-Bank finanziert wurde)
- Big Dig
- Dabhol Power Project, Joint Venture zwischen Enron und General Electric in Maharashtra, Indien (markiert die größte Auslandsinvestition in der Geschichte Indiens)
- Trans-Caspian Pipeline (ein weiteres Joint Venture mit Enron und General Electric)

- Südamerika: Aracaria Power Projekt, Brasilien; Jorge Chávez International Airport in Lima, Peru; ein Nickelhüttenwerk für die Cerro Matoso Mine in Kolumbien; Antamina Kupfermine, Peru; Klabin Riocell Zellstoffmühle, Brasilien
- Nordamerika: Bajo Power Projekt, Mexiko; AT&T wireless network, USA; Equinix business exchange, USA; Delta Energy Center, Kalifornien
- Europa, Naher Osten, Afrika: OGD2 Gas, Vereinigte Arabische Emirate; Athener Metro, Griechenland; Coca-Cola-Fabrik, Irland; Kroatien Autobahn, Kraftwerk Shoaiba, Saudi-Arabien; Eisenbahn-Reparaturprojekte, Großbritannien
- Asien: CSPC Petrochemieanlage, Volksrepublik China; Meizhou Wan Kraftwerk, China

- Im April 2013 wurde eine Kooperation mit Planetary Resources angekündigt um zukünftige Asteroidenbergbauprojekte zu planen.[2]